# Vellescot
Vellescot est une commune française située dans le département du Territoire de Belfort, la région culturelle et historique de Franche-Comté et la région administrative Bourgogne-Franche-Comté. 
Elle fait partie du canton de Grandvillars. Ses habitants sont appelés les Vellescotins.

## Géographie
Le village est situé sur la route départementale D13 qui relie Belfort à Suarce à 16 km de Belfort. Essentiellement agricole, il est entouré de forêts et d'étangs dont la formation est favorisée par le sol argileux imperméable.

### Climat
Pour des articles plus généraux, voir Climat de la Bourgogne-Franche-Comté et Climat du Territoire de Belfort.
En 2010, le climat de la commune est de type climat de montagne, selon une étude du Centre national de la recherche scientifique s'appuyant sur une série de données couvrant la période 1971-2000. En 2020, Météo-France publie une typologie des climats de la France métropolitaine dans laquelle la commune est exposée à un climat semi-continental et est dans la région climatique  Vosges, caractérisée par une pluviométrie très élevée (1 500 à 2 000 mm/an) en toutes saisons et un hiver rude (moins de 1 °C). 
Pour la période 1971-2000, la température annuelle moyenne est de 9,6 °C, avec une amplitude thermique annuelle de 17,6 °C. Le cumul annuel moyen de précipitations est de 1 017 mm, avec 11,6 jours de précipitations en janvier et 10,3 jours en juillet. Pour la période 1991-2020, la température moyenne annuelle observée sur la station météorologique de Météo-France la plus proche, « Joncherey », sur la commune de Joncherey à 4 km à vol d'oiseau, est de 10,5 °C et le cumul annuel moyen de précipitations est de 1 086,9 mm. 
La température maximale relevée sur cette station est de 39 °C, atteinte le 7 août 2015 ; la température minimale est de −25 °C, atteinte le 7 janvier 1985,,. 
Les paramètres climatiques de la commune ont été estimés pour le milieu du siècle (2041-2070) selon différents scénarios d'émission de gaz à effet de serre à partir des nouvelles projections climatiques de référence DRIAS-2020. Ils sont consultables sur un site dédié publié par Météo-France en novembre 2022.

## Urbanisme

### Typologie
Au 1er janvier 2024, Vellescot est catégorisée commune rurale à habitat dispersé, selon la nouvelle grille communale de densité à sept niveaux définie par l'Insee en 2022.
Elle est située hors unité urbaine. Par ailleurs la commune fait partie de l'aire d'attraction de Delle (partie française), dont elle est une commune de la couronne,. Cette aire, qui regroupe 8 communes, est catégorisée dans les aires de moins de 50 000 habitants,.

### Occupation des sols
L'occupation des sols de la commune, telle qu'elle ressort de la base de données européenne d’occupation biophysique des sols Corine Land Cover (CLC), est marquée par l'importance des territoires agricoles (72,6 % en 2018), une proportion identique à celle de 1990 (72,6 %). La répartition détaillée en 2018 est la suivante : 
terres arables (65,4 %), forêts (17,4 %), zones urbanisées (7,7 %), zones agricoles hétérogènes (7,2 %), eaux continentales (2,4 %). L'évolution de l’occupation des sols de la commune et de ses infrastructures peut être observée sur les différentes représentations cartographiques du territoire : la carte de Cassini (XVIIIe siècle), la carte d'état-major (1820-1866) et les cartes ou photos aériennes de l'IGN pour la période actuelle (1950 à aujourd'hui).

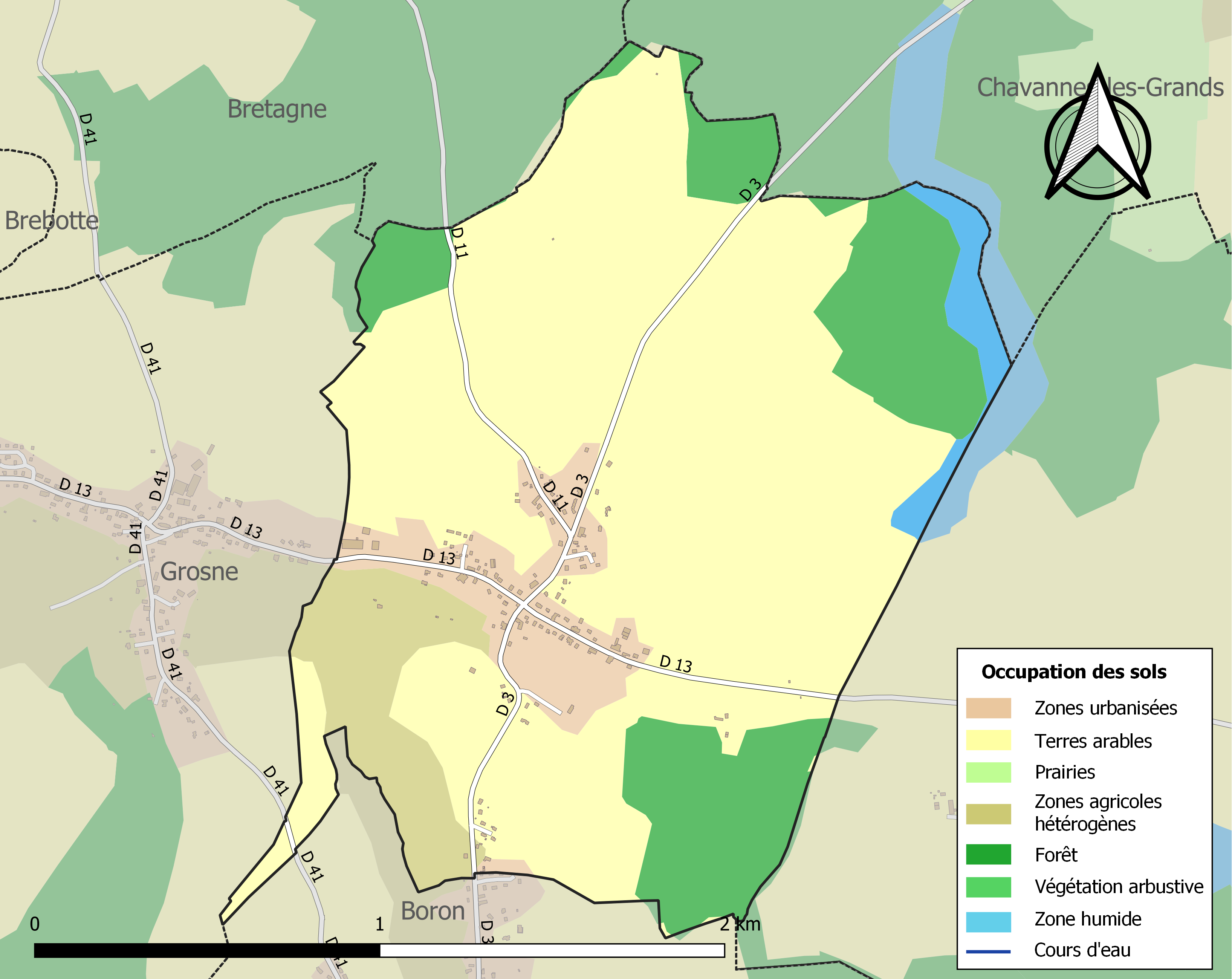
Carte des infrastructures et de l'occupation des sols de la commune en 2018 (CLC).

## Toponymie
- Vellecort (1105), Vellescont (1252), Velle escont (1365), Vellescotz (1618), Hanetorff (1644), Vellescoqz et Vellescocqz (1656), Vellecot (Cassini).
- En  allemand: Hanedorf[14].

## Histoire
À l'époque gallo-romaine, une voie secondaire reliant Delle à Froidefontaine traversait Boron et Vellescot. Un tronçon d'une centaine de mètres de longueur a été mis au jour vers 1851. La première mention du nom de Vellecort se trouve dans la charte de dotation du prieuré de Froidefontaine daté du 8 mars 1105. Le village faisait alors partie de la mairie et de la paroisse de Grosne et revient en 1125 à Frédéric, premier comte de Ferrette. Pendant la période autrichienne, qui s'étend du milieu du XIVe au milieu du XVIIe siècle, le village portait le nom allemand de Hanendorf.
Avant la Seconde Guerre mondiale circulait entre Belfort et Réchésy un chemin de fer d'intérêt local à voie métrique qui traversait Grosne, Vellescot et Suarce.

## Politique et administration
| Période                                  | Période     | Identité            | Étiquette | Qualité |
| ---------------------------------------- | ----------- | ------------------- | --------- | ------- |
| Les données manquantes sont à compléter. |             |                     |           |         |
| mars 2008                                | 26 mai 2020 | Jean-Claude Bourouh |           |         |
| 26 mai 2020                              | En cours    | Nicolas Bey         |           |         |

## Population et société

### Démographie
L'évolution du nombre d'habitants est connue à travers les recensements de la population effectués dans la commune depuis 1793. Pour les communes de moins de 10 000 habitants, une enquête de recensement portant sur toute la population est réalisée tous les cinq ans, les populations de référence des années intermédiaires étant quant à elles estimées par interpolation ou extrapolation. Pour la commune, le premier recensement exhaustif entrant dans le cadre du nouveau dispositif a été réalisé en 2008.

En 2022, la commune comptait 250 habitants, en évolution de −4,21 % par rapport à 2016 (Territoire de Belfort : −2,78 %, France hors Mayotte : +2,11 %).
| 1793 | 1800 | 1806 | 1821 | 1831 | 1836 | 1841 | 1846 | 1851 |
| ---- | ---- | ---- | ---- | ---- | ---- | ---- | ---- | ---- |
| 169  | 165  | 184  | 189  | 219  | 206  | 224  | 205  | 166  |

| 1856 | 1861 | 1866 | 1872 | 1876 | 1881 | 1886 | 1891 | 1896 |
| ---- | ---- | ---- | ---- | ---- | ---- | ---- | ---- | ---- |
| 153  | 156  | 150  | 151  | 147  | 114  | 110  | 114  | 108  |

| 1901 | 1906 | 1911 | 1921 | 1926 | 1931 | 1936 | 1946 | 1954 |
| ---- | ---- | ---- | ---- | ---- | ---- | ---- | ---- | ---- |
| 119  | 131  | 132  | 109  | 105  | 96   | 101  | 100  | 76   |

| 1962 | 1968 | 1975 | 1982 | 1990 | 1999 | 2006 | 2008 | 2013 |
| ---- | ---- | ---- | ---- | ---- | ---- | ---- | ---- | ---- |
| 76   | 81   | 113  | 136  | 136  | 164  | 232  | 252  | 266  |

| 2018 | 2022 | - | - | - | - | - | - | - |
| ---- | ---- | - | - | - | - | - | - | - |
| 248  | 250  | - | - | - | - | - | - | - |

La population de la commune a été multipliée par trois en quarante ans (1968-2008).

## Économie
Vellescot bénéficie de l'installation depuis une dizaine d'années de la pisciculture Henri Courtot, basée essentiellement sur de l'élevage et de la reproduction de poissons d'eau douce type carpes, brochets, gardons, tanches ainsi que sur deux étangs de pêche sur la commune.

## Pour approfondir